# Thoosa fischeri
Thoosa fischeri är en svampdjursart som beskrevs av Topsent 1891. Thoosa fischeri ingår i släktet Thoosa och familjen borrsvampar.
Artens utbredningsområde är havet kring Sri Lanka. Inga underarter finns listade i Catalogue of Life.